# Christian Vaquero
Christian Vaquero, vollständiger Name Christian Andrés Vaquero Abad, (* 8. Januar 1986 in Montevideo) ist ein uruguayischer Fußballspieler.

## Karriere
Der je nach Quellenlage 1,81 Meter oder 1,82 Meter große, sowohl als Mittelfeldspieler als auch als Offensivakteur agierende „Totono“ Vaquero stand 2006 im Kader der Reserva Universidad de Chile. Er spielte ab der Apertura 2007 bis in die Saison 2009/10 beim uruguayischen Erstligisten Club Atlético Cerro. In der Spielzeit 2009/10 sind dort sechs Ligaeinsätze und ein erzielter Treffer für ihn verzeichnet. Sodann wechselte er im Februar 2010 zum Boston River. Bereits im April 2011 wird er in der Clausura 2011 als Torschütze beim Huracán Football Club geführt. Auch in der Spielzeit 2011/12 stand er in Reihen des Zweitligisten. Das erste seiner fünf Saisontore erzielte er am 29. Oktober 2011. Bis zum Beginn der Play-offs traf er weitere viermal. Der sechste und letzte Saisontreffer gelang ihm am 9. Juni 2012 im Viertelfinale der Aufstiegsrunde gegen Atenas. Sein Verein scheiterte letztlich erst in den beiden Finals an Progreso und verpasste somit knapp den Aufstieg in die Primera División. Es folgte eine Station beim venezolanischen Klub Yaracuyanos FC. Im Juni 2012 schloss er sich sodann Alianza FC in El Salvador an. Dort bestritt er in der Spielzeit 2012/13 neun Ligaspiele und schoss drei Tore. Zum Jahreswechsel ging er ein neues Engagement bei Alianzas Ligakonkurrenten Santa Tecla ein. In der restlichen Saison kam er bei seinem neuen Arbeitgeber zu 16 weiteren Einsätzen in der Primera División und traf viermal ins gegnerische Tor. In der Spielzeit 2013/14 absolvierte er 33 Ligapartien und erzielte neun Treffer. Im Juli 2014 wechselte er innerhalb der Liga zum CD Dragón, für den er in der Saison 2014/15 ein Tor bei vier Ligaeinsätzen schoss. Anfang September 2014 kehrte er dann nach Uruguay zurück und spielt seither erneut beim Zweitligisten Huracán FC. In der Spielzeit 2014/15 bestritt er dort bis Mitte Dezember 2014 sieben Partien in der Segunda División und erzielte fünf Treffer. Von Ende November 2014 – somit teilweise im Widerspruch zu diesen Angaben – bis in die zweite Januarhälfte 2015 folgte ein Engagement Vaqueros beim Sriwijaya FC in Indonesien und anschließend bis Anfang August 2015 bei Guabirá. In der Saison 2015/16 wurde er bei Huracán im Oktober und November 2015 insgesamt fünfmal (zwei Tore) in der Liga eingesetzt. Mitte Januar 2016 führte sein weiterer Karriereweg abermals nach El Salvador. Er unterschrieb einen Vertrag bei CD Chalatenango und lief dreimal (kein Tor) in der Liga auf. Spätestens seit Mitte Juli 2016 steht er im Kader des kolumbianischen Klubs Boyacá Chicó FC und bestritt dort fünf Ligaspiele (kein Tor). Mitte Februar 2017 verpflichtete ihn der uruguayische Zweitligist Club Atlético Progreso.